# Artemas Ward (militär)
Artemas Ward, född 1727, död 1800, var en general i kontinentalarmén och kongressman från Massachusetts.

## Ungdom och tidiga liv
Ward som var son till en köpman och advokat fick studera vid Harvard. Efter sin examen gifte han sig 1750 och öppnade en lanthandel. Inom kort blev han vald till fredsdomare och ledamot av Massachusetts lagstiftande församling. Under det fransk-indianska kriget blev Ward utnämnd till först major och senare överste vid ett milisregemente från Worcester County, Massachusetts.

## Amerikanska frihetskriget
Efter det fransk-indianska kriget blev Ward känd som en frispråkig motståndare till den brittiska regeringens politik och Massachusetts kunglige guvernör avsatte honom från hans överstetjänst och lyckades utesluta honom ur den lagstiftande församlingen. När förhållandet mellan provinsen Massachusetts och Londonregeringen nådde ett nytt bottenläge 1774 utsågs provinsens säkerhetskommitté honom till general över milisen. Sedan kriget brutit ut 1775 blev han chef för Nya Englands-armén, som belägrade de brittiska trupperna i Boston. Han förde dock inte det direkta befälet under slaget vid Bunker Hill. När kontinentalarmén bildades samma år utnämndes han till generalmajor. 1776 blev han befälhavare över det östra militärområdet. Ward tog avsked 1777 på grund av vacklande hälsa.

## Politiker

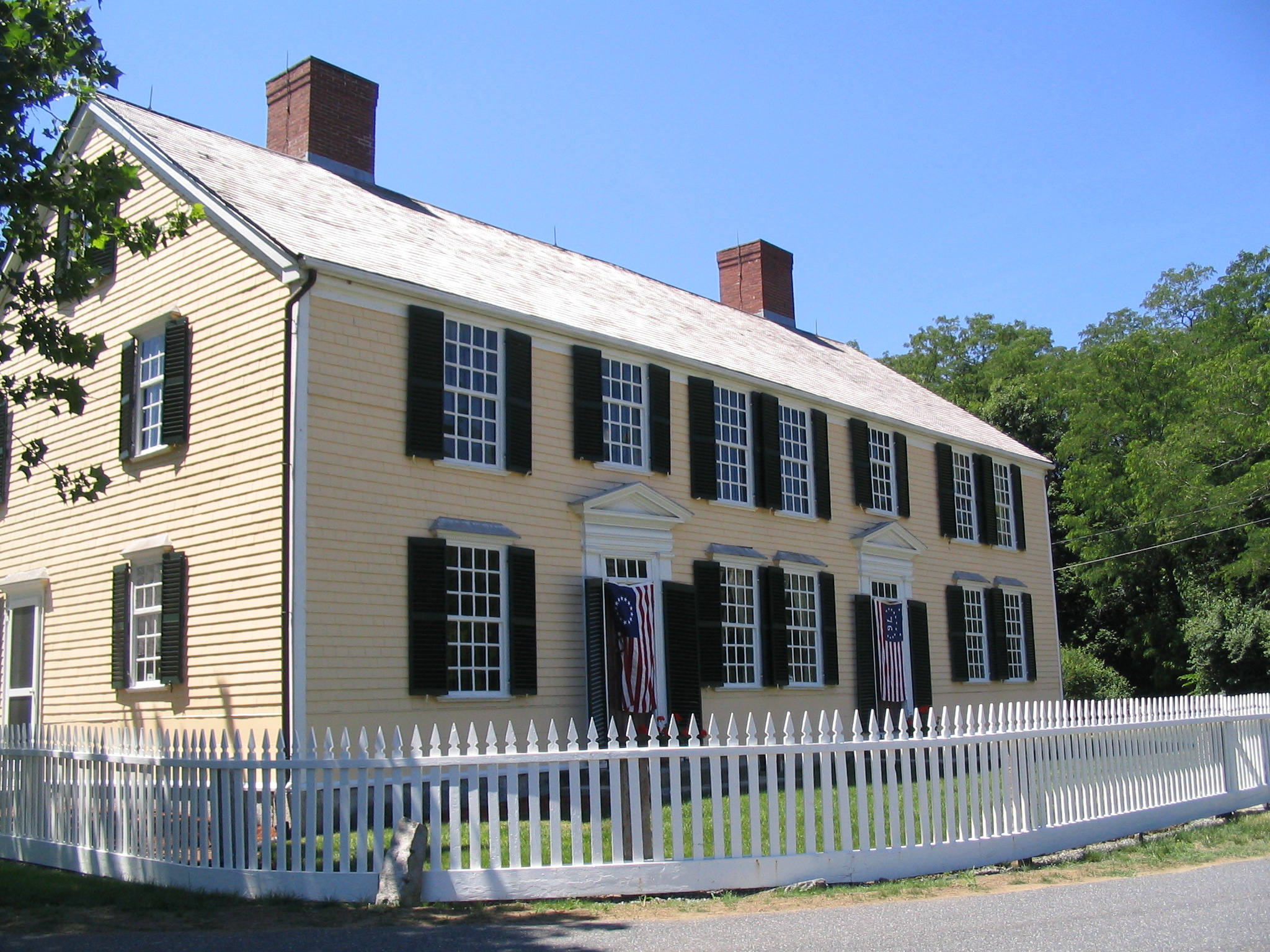
Det hus i Shrewsbury som Wards far byggde och där han själv bodde större delen av sitt liv.

Efter sitt avsked från kontinentalarmén var Ward regeringspresident i Massachusetts 1777-1779. Han var ledamot av statens lagstiftande församling 1779-1785 (dess talman 1785), delegat till kontinentalkongressen 1780-1781 och kongressman 1791-1795.